# La Palma

Bandeira de La Palma

La Palma ou, na sua forma portuguesa, apenas a Palma é uma ilha pertencente ao arquipélago das Ilhas Canárias, localizado no Oceano Atlântico. Anexada e pertencente à província de Santa Cruz de Tenerife, a capital é Santa Cruz de La Palma, e o município mais populoso da ilha é Los Llanos de Aridane. Seu nome histórico é San Miguel de La Palma.
Desde 2002, toda a ilha é uma Reserva da biosfera, sendo, depois de Lanzarote e El Hierro a terceira ilha do arquipélago a ser reconhecido com esta proteção pela UNESCO. No centro está localizado do Parque Nacional de la Caldera de Taburiente, que lá é um dos quatro parques nacionais estão nas ilhas Canárias.

## Descrição
A ilha possui uma área de 708,32 km² (9,45% do território canário) e uma população de 87163 habitantes (INE 2011).
O seu território é muito íngreme, atingindo 2 426 m no Roque de los Muchachos, o ponto mais alto da ilha. Na parte norte encontra-se uma grande depressão de origem erosiva, formando o Parque nacional de la Caldera de Taburiente, declarado parque nacional no ano de 1954. Também se encontra em La Palma os parques nacionais de Cumbre Vieja e Las Nieves dentre diversos outros de menor tamanho.
A partir do centro da ilha até a parte sul da mesma há uma série de vulcões no chamado Cumbre Vieja, entre os quais se encontra o vulcão de San Antonio, San Juan e Teneguía (este com a sua última erupção vulcânica ocorrida em 1971).
No ano de 1983 é declarada pela Unesco como reserva da biosfera a área de El Canal y Los Tilos. Esta área foi ampliada no ano de 1997 para formar a Reserva de la Biosfera de Los Tilos, tendo se estendido no ano de 2002 para toda a ilha de La Palma para a formação da Reserva de la Biosfera de La Palma. Dentre as Ilhas Canárias, La Palma é uma das Ilhas com a maior área coberta com florestas, sendo encontrados principalmente pinheiros e louros. Na área da agricultura, as principais culturas são a banana e os vinhedos.
Atualmente, a cidade mais povoada da ilha é Los Llanos, ultrapassando neste aspecto a capital da ilha, Santa Cruz de La Palma.

### Municípios
La Palma é dividida em 14 municípios:
- Barlovento
- Breña Alta
- Breña Baja
- Fuencaliente de la Palma
- Garafía
- Los Llanos de Aridane
- El Paso
- Puntagorda
- Puntallana
- San Andrés y Sauces
- Santa Cruz de la Palma
- Tazacorte
- Tijarafe
- Villa de Mazo

## Geologia

### Vulcanismo
La Palma, como o resto das Canárias, é uma ilha de origem vulcânica. Com uma idade geológica estimada em dois milhões de anos, é um dos mais jovens no arquipélago. Cresceu a partir de um vulcão submarino a 4 000 metros abaixo do nível do mar. O vulcão na ilha tem uma altitude de 6 500 m da planície abissal do Atlântico, que encontrou em todos os tipos de rochas vulcânicas. La Palma é a ilha terceira maior do mundo em relação à sua superfície, sendo superada apenas a este respeito pelo Pico (Açores) e pelo Fogo (Cabo Verde).
A ilha é dividida em duas zonas climáticas distintas através de uma cadeia de vulcões chamados Cumbre Vieja. No sul há vulcões ainda ativos. A penúltima erupção ocorreu em 1971, na ponta sul da ilha, no município de Fuencaliente. A partir desta surgiu a erupção do vulcão Teneguia, que continua na mira dos cientistas. Em setembro de 2021 começou uma nova erupção que obrigou à evacuação da população.
A região norte é dominada pelo Parque Nacional Caldera, uma caldeira submarino criado por erupções e erosão, que emergiram até cerca de 3 500 metros.

## Celebrações
Destaques do Carnaval de Santa Cruz de La Palma. De cinco em cinco anos, entre julho e agosto é comemorado a Bajada de Nossa Senhora das Neves, o padroeira de La Palma. Ele destaca a procissão da imagem Virgem no seu santuário na montanha nos arredores de Santa Cruz de La Palma para o centro da cidade.